# Молаи
Мола́и (греч. Μολάοι) — малый город в Греции. Расположен на высоте 200 метров над уровнем моря, на полуострове Элос, в 8 километрах к северо-востоку от Элеи (Ελαία) на восточном побережье залива Лаконикос. Находится в юго-восточной части полуострова Пелопоннес, в 152 километрах к юго-западу от Афин, в 71 километре к юго-востоку от Каламаты и в 48 километрах к юго-востоку от Спарты. Административный центр общины (дима) Монемвасия в периферийной единице Лакония в периферии Пелопоннес. Население 2534 жителя по переписи 2011 года. Площадь 39,862 квадратного километра.
Название произошло от лат. mola «жёрнов, мельница».
По восточной окраине города проходит национальная дорога 86 Монемвасия — Крокеэ (Κροκεαί).

## История
Впервые упоминается как Мола (Mola) в период франкократии в 1209 году в договоре Сапиенцы между Жоффруа I де Виллардуэном и Венецианской республикой.
Сильно пострадал от турок в ходе Пелопоннесского восстания в 1770 году. В ходе Греческой революции город разрушен в 1825 году Ибрагим-пашой. После создания королевства Греции становится административным центром общины Асопоса, а с 1864 года — епархии Эпидаврос-Лимира.

## Население
| Год  | Население, человек |
| ---- | ------------------ |
| 1991 | 2770               |
| 2001 | 2960               |
| 2011 | ↘ 2534             |